# Velika Indija
Velika Indija ali indijska kulturna sfera je območje, ki ga sestavljajo številne države in regije v južni in jugovzhodni Aziji, na katere je zgodovinsko vplivala indijska kultura, ki je sama nastala iz različnih različnih avtohtonih kultur teh regij. Zlasti vpliv jugovzhodne Azije na zgodnjo Indijo je trajno vplival na oblikovanje hinduizma in indijske mitologije. Sam hinduizem se je oblikoval iz različnih različnih ljudskih religij, ki so se združile v vedskem obdobju in naslednjih obdobjih. Izraz Velika Indija kot sklicevanje na indijsko kulturno sfero je v dvajsetih letih dvajsetega stoletja popularizirala mreža bengalskih učenjakov. To je krovni izraz, ki zajema indijsko podcelino in okoliške države, ki so kulturno povezane prek raznolike kulturne linije. Te države so bile v različnih stopnjah spremenjene s sprejemanjem in vnašanjem kulturnih in institucionalnih elementov druga od druge. Od okoli leta 500 pred našim štetjem je vse večja kopenska in pomorska trgovina v Aziji povzročila dolgotrajno družbeno-ekonomsko in kulturno spodbujanje ter širjenje hindujskih in budističnih verovanj v kozmologijo regije, zlasti v jugovzhodni Aziji in na Šrilanki. V Srednji Aziji je bil prenos idej pretežno verske narave. Širjenje islama je bistveno spremenilo potek zgodovine Velike Indije.
Do zgodnjih stoletij našega štetja je večina kneževin jugovzhodne Azije učinkovito absorbirala odločilne vidike hindujske kulture, vere in uprave. Pojem božanskega kraljestva je bil uveden s konceptom Harihare, sanskrt in drugi indijski epigrafski sistemi so bili razglašeni za uradne, kot so sistemi južnoindijske dinastije Pallava in dinastije Chalukya. Za ta indijanizirana kraljestva, izraz, ki ga je skoval George Cœdès v svojem delu Histoire ancienne des états hindouisés d'Extrême-Orient, so bila značilna presenetljiva odpornost, politična integriteta in upravna stabilnost.
Na severu so bile indijske verske ideje asimilirane v kozmologijo himalajskih ljudstev, najgloblje v Tibetu in Butanu, ter se zlile z domorodnimi tradicijami. Budistično meništvo se je razširilo v Afganistan, Uzbekistan in druge dele Srednje Azije, budistična besedila in ideje pa so zlahka sprejeli na Kitajskem in Japonskem na vzhodu. Na zahodu se je indijska kultura zbližala z Veliko Perzijo prek Hindukuša in gorovja Pamir.